# Faisal bin Khalid bin Sultan Al Saud
Prinz Faisal bin Khalid bin Sultan bin Abdulaziz Al Saud (arabisch فيصل بن خالد بن سلطان آل سعود, DMG Faiṣal b. Ḫālid b. Sulṭān Āl Saʿūd; * 10. Juli 1973 in Taif) ist seit April 2017 Gouverneur der Provinz al-Hudud asch-schamaliyya und Angehöriger der saudischen Königsfamilie. Er ist ein Halbbruder des saudischen Botschafters in Deutschland, Abdullah bin Khalid.

## Leben
Faisal wurde 1973 in Taif geboren. Er ist ein Sohn von Khalid bin Sultan, einem ehemaligen stellvertretenden Verteidigungsminister Saudi-Arabiens, und dessen Ehefrau Lulua bint Fahd Al Saud. Sein väterlicher Großvater war der ehemalige Verteidigungsminister und Kronprinz Sultan ibn Abd al-Aziz. Mütterlicherseits war der verstorbene König Fahd sein Großvater. Seine Großmutter Munira stammt aus dem Jiluwi-Zweig und deren Großmutter al-Jawhara aus dem Thunayyan-Zweig der Saudi-Dynastie. 
Faisal besuchte die Schule in Riad. Er hat einen Bachelor in Politikwissenschaften von der König-Saud-Universität. Er hat außerdem einen Master in Internationalen Beziehungen von der University of Massachusetts in Boston, USA. Im April 2017 wurde er zum Gouverneur der Provinz al-Hudud asch-schamaliyya ernannt. Vorher war er ein Berater am saudischen Königshof.

## Familie
Er ist mit Sarah bint Khalid bin Musaid bin Abdul Rahman Al Saud verheiratet. Ihre Mutter entstammt der Familie Al Sudairi. Eine seiner Töchter ist mit Khalid, einem Sohn von Mutaib bin Abdullah Al Saud, verheiratet.
Sein Halbbruder Abdullah bin Khalid bin Sultan ist saudischer Botschafter in Deutschland.

## Vorfahren
| Ahnentafel Prinz Faisal | Ahnentafel Prinz Faisal             | Ahnentafel Prinz Faisal               | Ahnentafel Prinz Faisal            | Ahnentafel Prinz Faisal            | Ahnentafel Prinz Faisal             | Ahnentafel Prinz Faisal               | Ahnentafel Prinz Faisal         | Ahnentafel Prinz Faisal         |
| ----------------------- | ----------------------------------- | ------------------------------------- | ---------------------------------- | ---------------------------------- | ----------------------------------- | ------------------------------------- | ------------------------------- | ------------------------------- |
| Ururgroßeltern          | Emir Abdul Rahman ⚭ Sara Al Sudairi | Ahmed Al Sudairi ⚭ Sharifa Al Suwaidi | Prinz Musaid Al Jiluwi Al Saud ⚭ ? | Musaid Al Mutayri ⚭ ?              | Emir Abdul Rahman ⚭ Sara Al Sudairi | Ahmed Al Sudairi ⚭ Sharifa Al Suwaidi | ? ⚭ ?                           | ? ⚭ ?                           |
| Urgroßeltern            | König Abdulaziz ⚭ Hussa Al Sudairi  | König Abdulaziz ⚭ Hussa Al Sudairi    | Prinz Abdulaziz ⚭ Tarfa Al Mutayri | Prinz Abdulaziz ⚭ Tarfa Al Mutayri | König Abdulaziz ⚭ Hussa Al Sudairi  | König Abdulaziz ⚭ Hussa Al Sudairi    | ? ⚭ ?                           | ? ⚭ ?                           |
| Großeltern              | Prinz Sultan ⚭ Prinzessin Munira    | Prinz Sultan ⚭ Prinzessin Munira      | Prinz Sultan ⚭ Prinzessin Munira   | Prinz Sultan ⚭ Prinzessin Munira   | König Fahd ⚭ ?                      | König Fahd ⚭ ?                        | König Fahd ⚭ ?                  | König Fahd ⚭ ?                  |
| Eltern                  | Prinz Khalid ⚭ Prinzessin Lulua     | Prinz Khalid ⚭ Prinzessin Lulua       | Prinz Khalid ⚭ Prinzessin Lulua    | Prinz Khalid ⚭ Prinzessin Lulua    | Prinz Khalid ⚭ Prinzessin Lulua     | Prinz Khalid ⚭ Prinzessin Lulua       | Prinz Khalid ⚭ Prinzessin Lulua | Prinz Khalid ⚭ Prinzessin Lulua |